# کوه بولوسان
کوه بولوسان (به لاتین: Mount Bulusan) یک کوه و تپه در فیلیپین است که در سورسوگون واقع شده‌است. کوه بولوسان ۱٬۵۶۵ متر بالاتر از سطح دریا واقع شده‌است.